# Ubi Cilembu

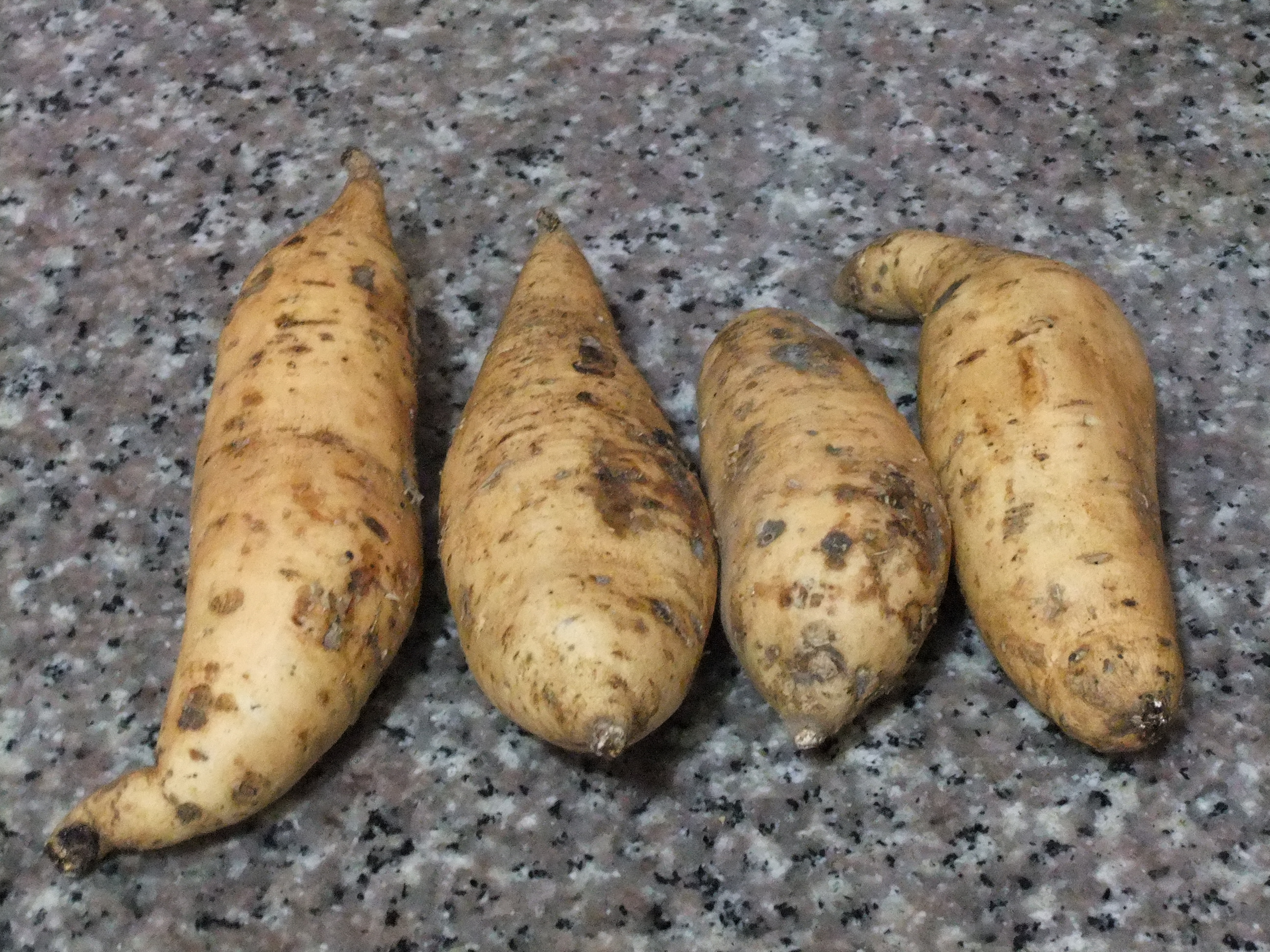
Tubercules de patates douce 'Ubi Cilembu'.

'Ubi Cilembu' est une variété traditionnelle de patates douces (Ipomoea batatas) cultivée dans une aire restreinte autour du village de Cilembu, arrondissement de Sumedang, dans l'île de Java (Indonésie). La particularité unique des patates douces 'Ubi Cilembu' est leur goût sucré très marqué. Cette variété est très populaire auprès des consommateurs depuis les années 1990.

## Caractéristiques
Les patates douces 'Ubi Cilembu' se distinguent des autres variétés de patates douces toujours plus ou moins sucrées, parce que ces tubercules une fois cuits produisent un liquide gluant et très sucré dont la texture évoque celle du miel. Ces tubercules sont d'ailleurs appelés localement « patates douces de miel ». Ce goût sucré apporte une énergie supplémentaire aux personnes qui en consomment.
Cette patate douce ne convient pas à la friture, car sa teneur élevée en sucre la rend  très facile à « brûler », et ne convient pas non plus à la cuisson, car sa saveur de miel peut diminuer, voire disparaître. En général, ces tubercules sont commercialisés sous forme de patates douces rôties et sont également transformés sous forme de frites, de tapais (mets fermenté), de dodols (confiserie), de beignets, de confiture, de sauce, de farine, de divers gâteaux, de nouilles et de sirop.
La patate douce 'Ubi Cilembu' a une grande valeur économique en raison de son goût sucré distinctif, comme celui du miel, et de sa légèreté. La texture de la chair, moelleuse et attrayante, est très appréciée des agriculteurs et des consommateurs. En plus de son goût très sucré, la couleur de la chair de cette patate douce est également très intéressante. En effet, lorsqu'elle est crue,  la peau et la chair de cette patate douce sont rougeâtres et deviennent jaunes à la cuisson. La forme de ces tubercules est allongée et leur peau n'est pas lisse car ils présentent de longues nervures qui se détachent. Lorsqu'ils sont cuits ou rôtis, avec leur peau de couleur ivoire, ils apparaissent comme fondus dans du miel.

## Appellation protégée

Logo.

La production de patates douces 'Ubi Cilembu' bénéficie d'une indication géographique (IG) selon la réglementation indonésienne actuellement définie par la « loi de la république d'Indonésie n° 20 de 2016 sur les marques et indications géographiques ».
L'IG Ubi Cilembu a été enregistrée le 24 avril 2013 sous le nom de « Ubi Cilembu Sumedang » (numéro d'enregistrement : ID G 000000019). L'appellation est représentée et gérée par une association de producteurs, l’Asosiasi Agrobisnis Ubi Cilembu (ou ASAGUCI, association agro-alimentaire Ubi Cilembu),,.